# (20349) 1998 HU123
A (20349) 1998 HU123 a Naprendszer kisbolygóövében található aszteroida. A LINEAR projekt keretében fedezték fel 1998. április 23-án.